# Eastford
Eastford és una població dels Estats Units a l'estat de Connecticut. Segons el cens del 2005 tenia 1.761 habitants.

## Demografia
Segons el cens del 2000, Eastford tenia 1.618 habitants, 618 habitatges, i 451 famílies. La densitat de població era de 21,6 habitants/km².
Per edats la població es repartia de la següent manera: un 26,3% tenia menys de 18 anys, un 5,6% entre 18 i 24, un 29,2% entre 25 i 44, un 25,4% de 45 a 60 i un 13,4% 65 anys o més.
L'edat mediana era de 39 anys. Per cada 100 dones de 18 o més anys hi havia 101 homes.
La renda mediana per habitatge era de 57.159 $ i la renda mediana per família de 62.031 $. Els homes tenien una renda mediana de 45.000 $ mentre que les dones 31.964 $. La renda per capita de la població era de 25.364 $. Aproximadament el 4,4% de les famílies i el 6% de la població estaven per davall del llindar de pobresa.